# Duvor
Duvor (Columbidae) är en artrik och välkänd fågelfamilj som förekommer i hela världen utom på Antarktis. Duvan var möjligen ett av de första djur som människan domesticerade.

## Utseende och biologi

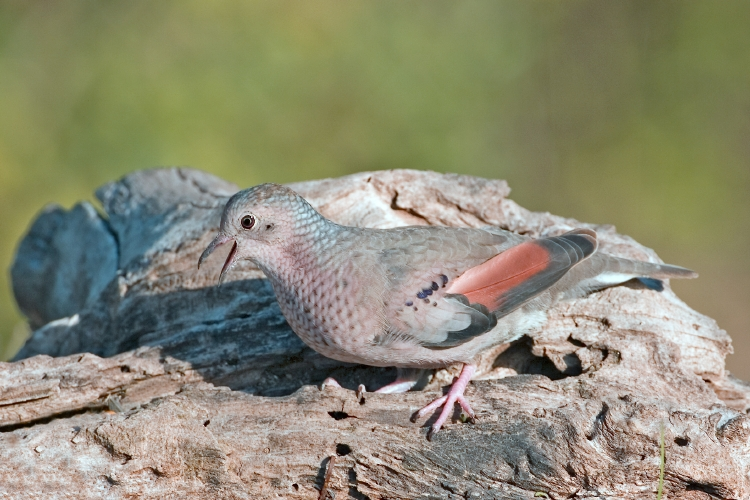
Nordlig sparvduva (Columbina passerina) är en av de minsta arterna inom familjen.

Duvor varierar mycket i storlek. De största arterna är kronduvorna i släktet Goura, vilka förekommer på Nya Guinea och som nästan är stora som kalkoner, med en vikt på 2-4 kilogram. De minsta är de amerikanska markduvorna i släktet Columbina, som inte är större än gråsparven, och väger så lite som 22 gram.
Generellt har duvor litet huvud och kompakta kroppar, korta ben, kort hals och en smal och kort näbb. Näsöppningarna täcks av en vaxliknande hud som kallas vaxhud. Deras vingar är stora och de har kraftiga vingmuskler. Vingmusklerna utgör 31–44 % av deras kroppsvikt och de är kraftfulla flygare med hög grad av manöverduglighet.
Familjen uppvisar en stor variation vad gäller fjäderdräkt. Fröätande arter tenderar att ha en dovare fjäderdräkt medan den fruktätande arterna tenderar att ha färggrannare dräkter. Hos vissa grupper av duvor förekommer det inga skillnader i fjäderdräkt mellan könen, medan könen hos andra grupper skiljer sig åt. I övrigt är hanar oftast lite kraftigare och aktivare än honorna. Vissa duvor uppvisar även fjäderplymer eller andra ornamentala dräktdetaljer.
Duvor saknar gallblåsa. Dock producerar de galla som istället utsöndras direkt ut i tarmen.

## Utbredning

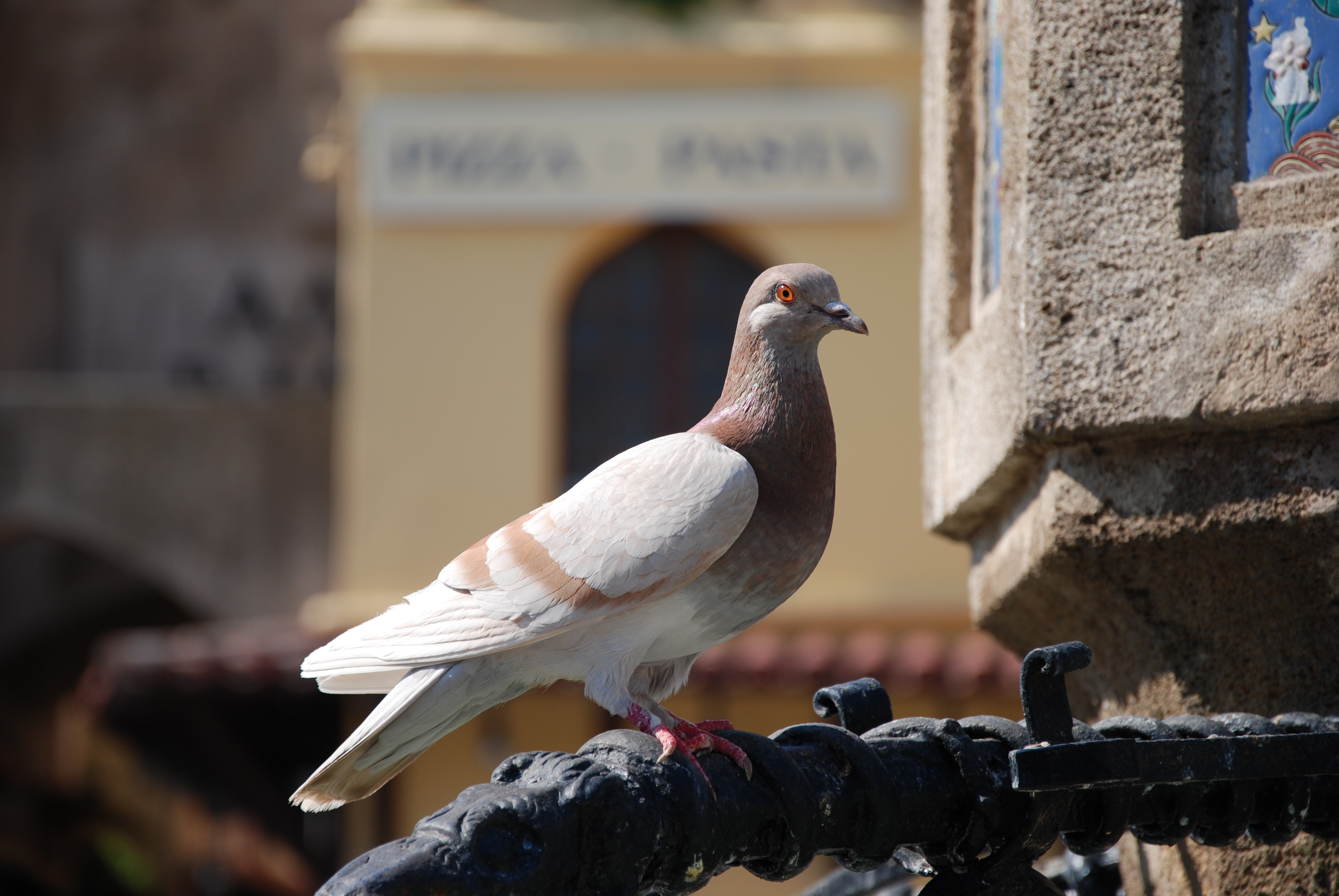
En tamduva i den typ av miljö där de ofta kan ses

Duvor förekommer nästan överallt på jorden, dock inte i Arktis eller Antarktis. De har nått de flesta havsöarna. De flesta arterna bor i tropiska skogar och skogsland där de bor på marken eller i träd.

### Förekomst i Sverige
I Sverige häckar fyra olika arter av duva: tamduva/stadsduva, ringduva, skogsduva och turkduva. Ytterligare tre arter har besökt landet tillfälligt: turturduva, större turturduva och den amerikanska arten spetsstjärtad duva.

## Ekologi
De går med en nickande gång. Den absoluta merparten av alla duvarter har för fåglar ett speciellt sätt att dricka. De sänker ner näbben i vattnet och suger upp vätskan. Detta beteende delar duvorna bara med ett antal astrildarter. Nästan alla andra fågelarter dricker genom att ta in lite vatten i munnen, och sedan luta huvudet bakåt så att det med hjälp av gravitationen rinner ner. En enda duvart, tandduva (Didunculus strigirostris), dricker på samma sätt som de flesta andra fåglar. Ett fåtal duvarter dricker inte alls, utan får sitt vätskebehov tillgodosett genom födan.

### Häckning
Duvorna häckar i träd, bland klippor, på marken och vissa arter i närheten av människan. De lever i par som hjälps åt att bygga boet, ruva äggen och föda upp ungarna. De lägger vanligen två kullar med ägg per år. Duvorna matar sina ungar med så kallad krävmjölk, vilket är ett mycket näringsrikt ostliknande sekret som utsöndras i krävan hos föräldrarna.

### Föda

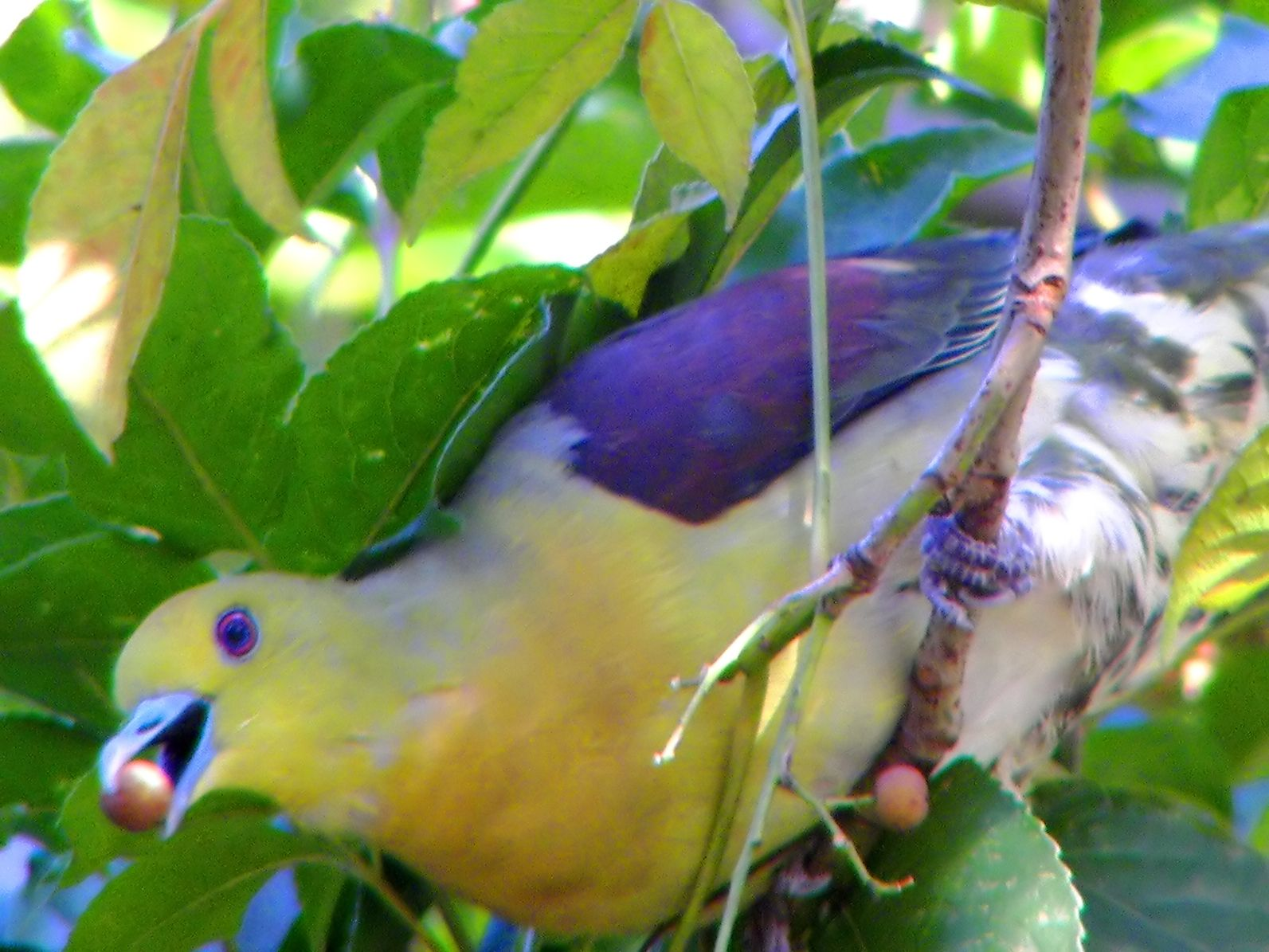
Vitbukig grönduva (Treron sieboldii) äter på en frukt.

Säd och frukt utgör den största delen av duvornas föda. I själva verket kan familjen delas upp i de fröätande arterna (underfamiljen Columbinae) och de fruktätande arterna (de övriga fyra underfamiljerna). Columbinea äter vanligtvis säd som hittas på marken, medan arterna som äter frukt tenderar att födosöka uppe i träd. Det finns morfologiska anpassningar som kan användas till att skilja de två grupperna åt. Fröätande arter tenderar att ha tjocka väggar i muskelmagen, medan de fruktätande tenderar att ha tunna väggar. De fruktätande duvorna har även korta tarmar medan de fröätande har längre tarmar. Fruktätande arter är kapabla att klamra sig fast i grenar och till och med hänga upp och ned för att nå frukten.
Utöver frukt och säd jagar vissa arter insekter och maskar, speciellt arterna inom släktena Gallicolumba och Geotrygon. Atollfruktduva (Ptilinopus coralensis) är helt specialiserad på att jaga insekter och små reptiler. Även sniglar, fjärilar och andra insekter utgör föda för vissa arter. Ämnesomsättningen påbörjas till viss del redan i huvudet innan födan når magsäcken.[källa behövs] För att underlätta matsmältningsprocessen upptar de små stenar.

## Systematik och evolution
Denna familj är en högst sammanhängande grupp där ingen art visar på direkt släktskap med någon annan fågelfamilj eller vice versa. Tidigare placerades utdöda dronten och rodriguessolitären i den egna familjen Raphidae, men flera genetiska studier visar att dessa är djupt inbäddade i duvfamiljen. Det mycket lilla urval av fossil man funnit av duvfåglar är alla tydliga Columbidea-arter. Ingen riktigt primitiv form av duvor har än så länge upptäckts i fossil form. Det äldsta fossil man funnit är ifrån miocen i Frankrike och är av släktet Gerandia.
Det har tidigare föreslagits att duvor är besläktade med flyghöns och papegojor, men man ansåg att likheten med den första familjen berodde på konvergent evolution och att den andra familjen föreslagits som släkting beror främst på den morfologiska likheten mellan papegojor och tandduva (Didunculus strigirostris). Troligast är dock att likheten beror på denna duvas specialiserade diet än på faktisk släktskap med papegojor. Senare genetiska studier visar att flyghöns och duvor trots allt är relativt nära släktingar. Tillsammans med mesiter på Madagaskar bildar de en monofyletisk grupp. Alla tre skildes dock åt vid ett relativt tidigt skede och placeras nu därför i var sina egna ordningar.

### Släkten inom familjen
Systematiken nedan följer Pereira et al 2007 som fann att duvfamiljen kan delas upp i tre grupper: de egentliga duvorna (Columbinae) med vaktelduvor, turturduvor, gökduvor och det välkända släktet Columba; de mycket små amerikanska markduvorna i Claravis, Uropelia, Metriopelia och Columbina; övriga duvor med bland annat fruktduvor, kejsarduvor, kronduvor – alla förekommande i Asien, Australien, Afrika eller Oceanien. Antalet arter (nu levnade och nyligen utdöda) och släktesindelning följer AviList

CLARAVINAE

- Claravis – blå sparvduva
- Uropelia – långstjärtad sparvduva
- Paraclaravis – 2 arter
- Metriopelia – 4 arter
- Columbina – 9 arter

COLUMBINAE

Zenaidini

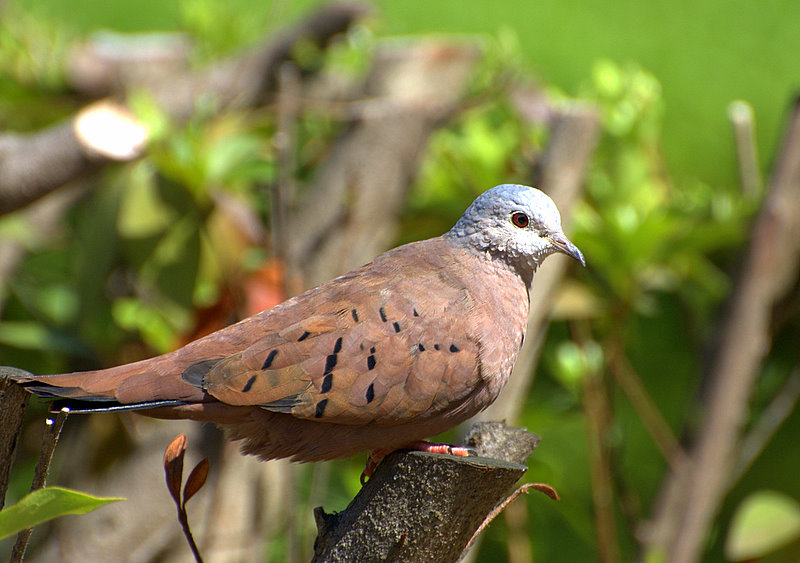
Rostsparvduva (Columbina talpacoti)

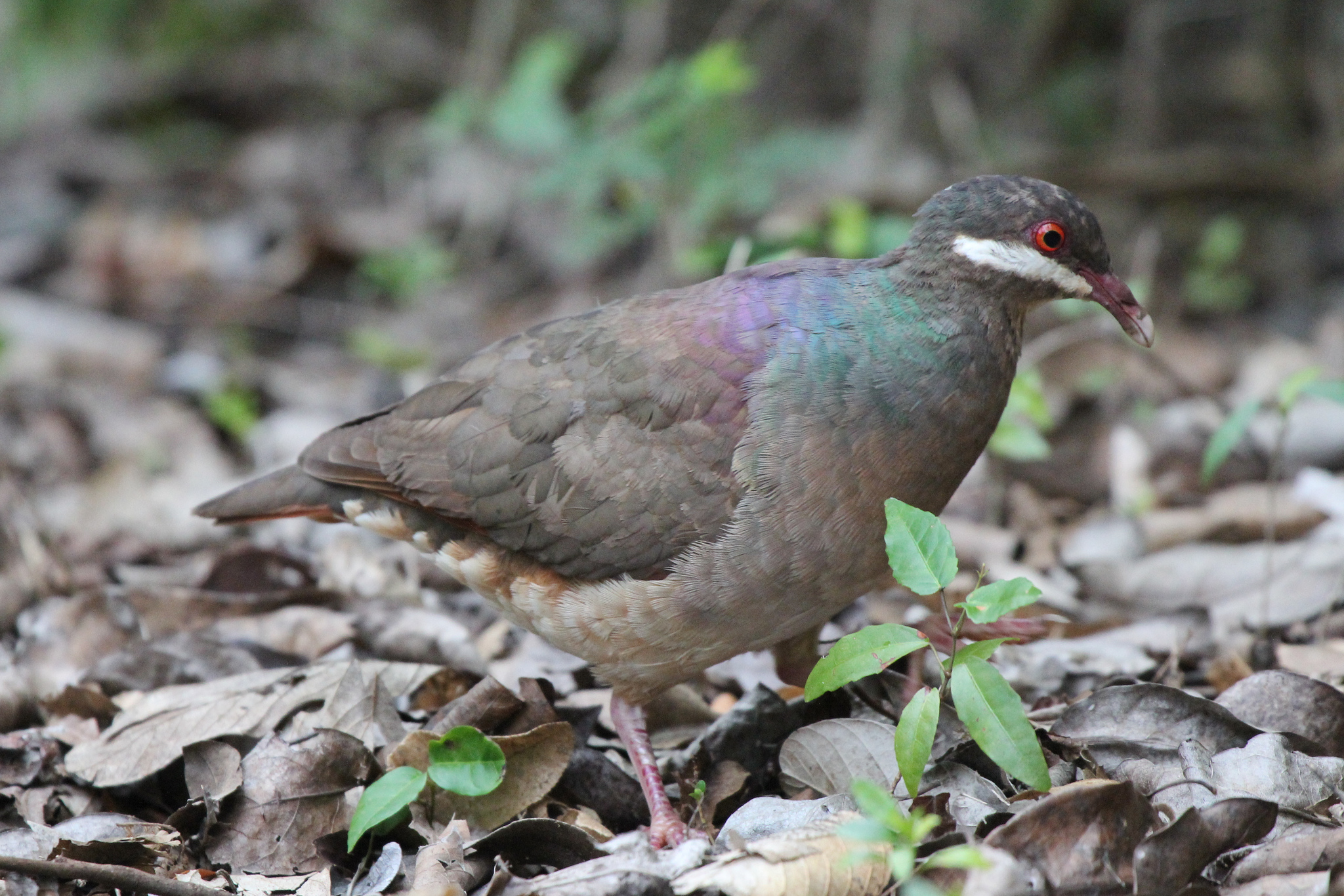
Tygelvaktelduva (Geotrygon mystacea).

- Starnoenas – blåhätteduva (S. cyanocephala)
- Geotrygon – 9 arter
- Leptotrygon – veraguasvaktelduva (L. veraguensis)
- Leptotila – 11 arter
- Zenaida – 7 arter, bl.a. spetsstjärtad duva (Z. macroura)
- Zentrygon – 8 arter, tidigare i Geotrygon

Columbini

- Reinwardtoena – 3 arter
- Turacoena – 3 arter
- Macropygia – 15 arter
- Patagioenas – 17 arter

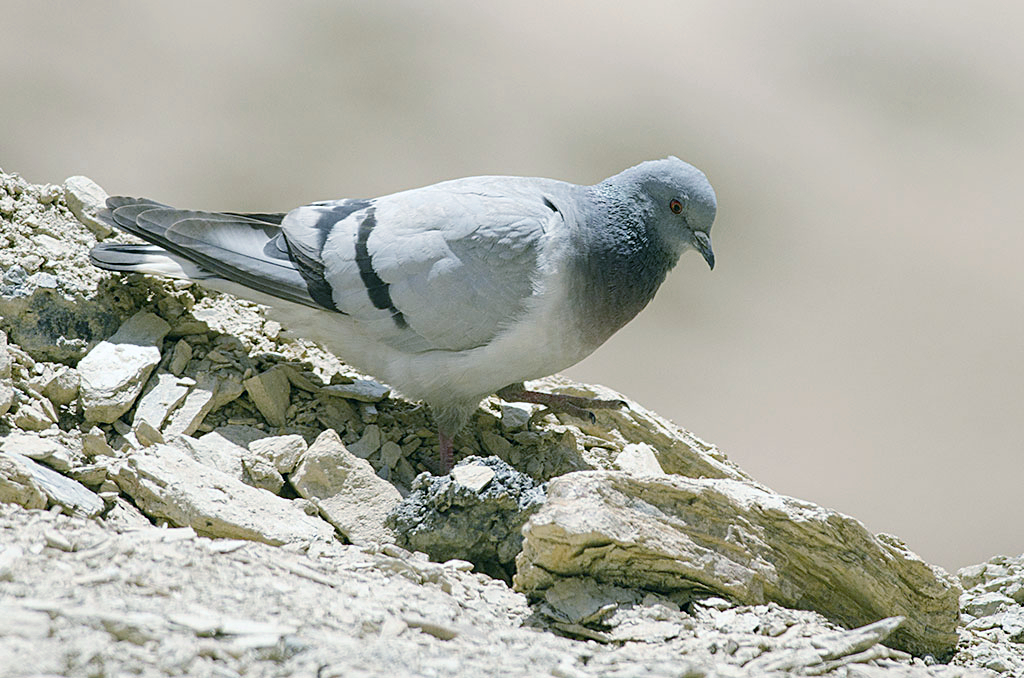
Stenduva (Columba rupestris) i Indien.

- Spilopelia – 2 arter, pärlhalsduva (S. chinensis) och palmduva (S. senegalensis)
- Nesoenas – 2 arter
- Aplopelia – citronduva
- Streptopelia – 15 arter, bland annat turturduva (S. turtur) och turkduva (S. decaocto)
- Columba – 33 arter, med bland annat tamduva (C. livia) och ringduva (C. palumbus)

RAPHINAE

Turturini

- Smaragdduvor (Chalcophaps) – 3 arter
- Oena – långstjärtsduva (O. capensis)
- Fläckduvor (Turtur) – 5 arter

Trerorini

- Grönduvor (Treron) – 29 arter

Phabini

- Brunduvor (Phapitreron) – 4 arter
- Gallicolumba – 7 arter
- Henicophaps – 2 arter
- Alopecoenas – 10 arter

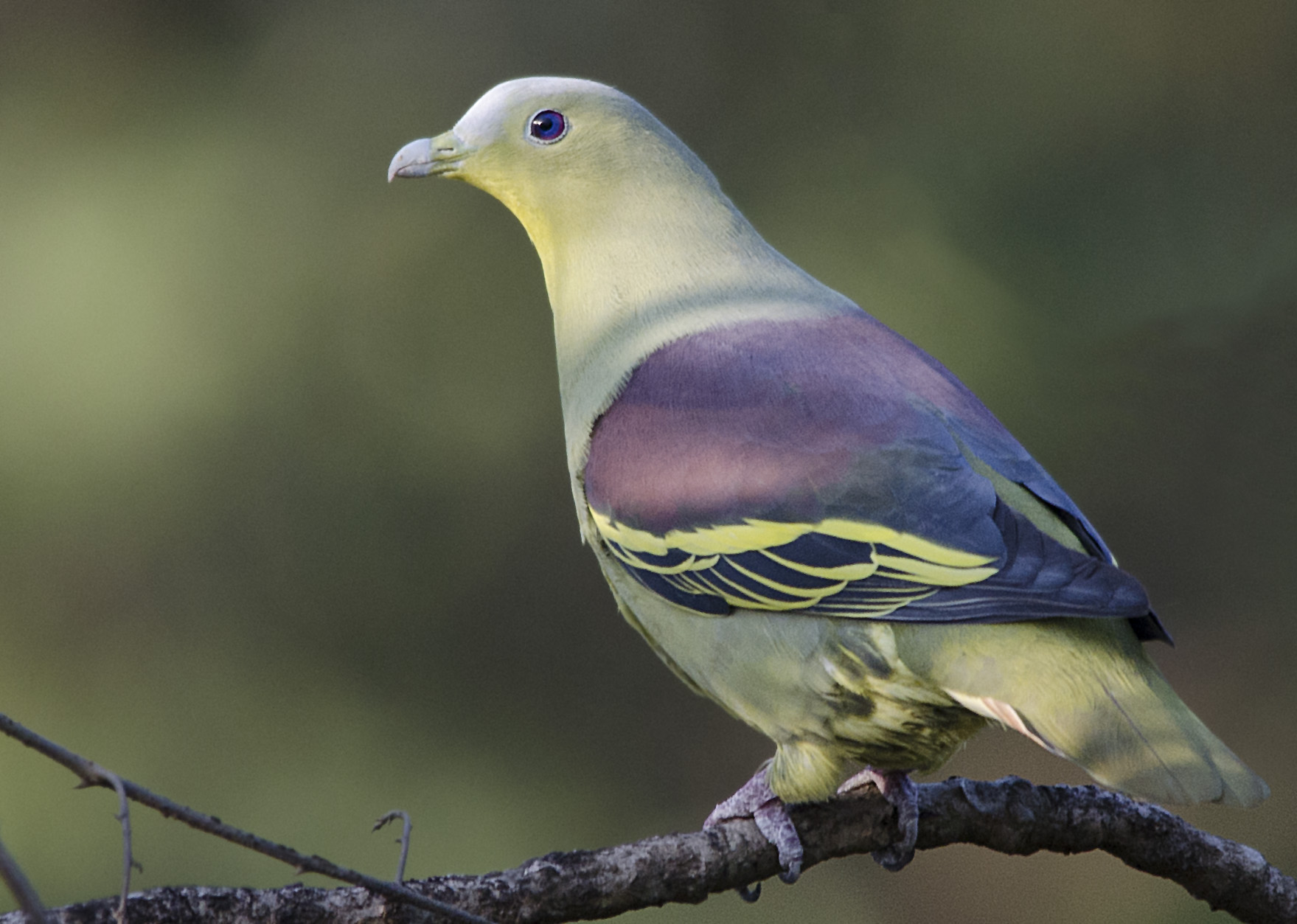
Malabargrönduva (Treron affinis)

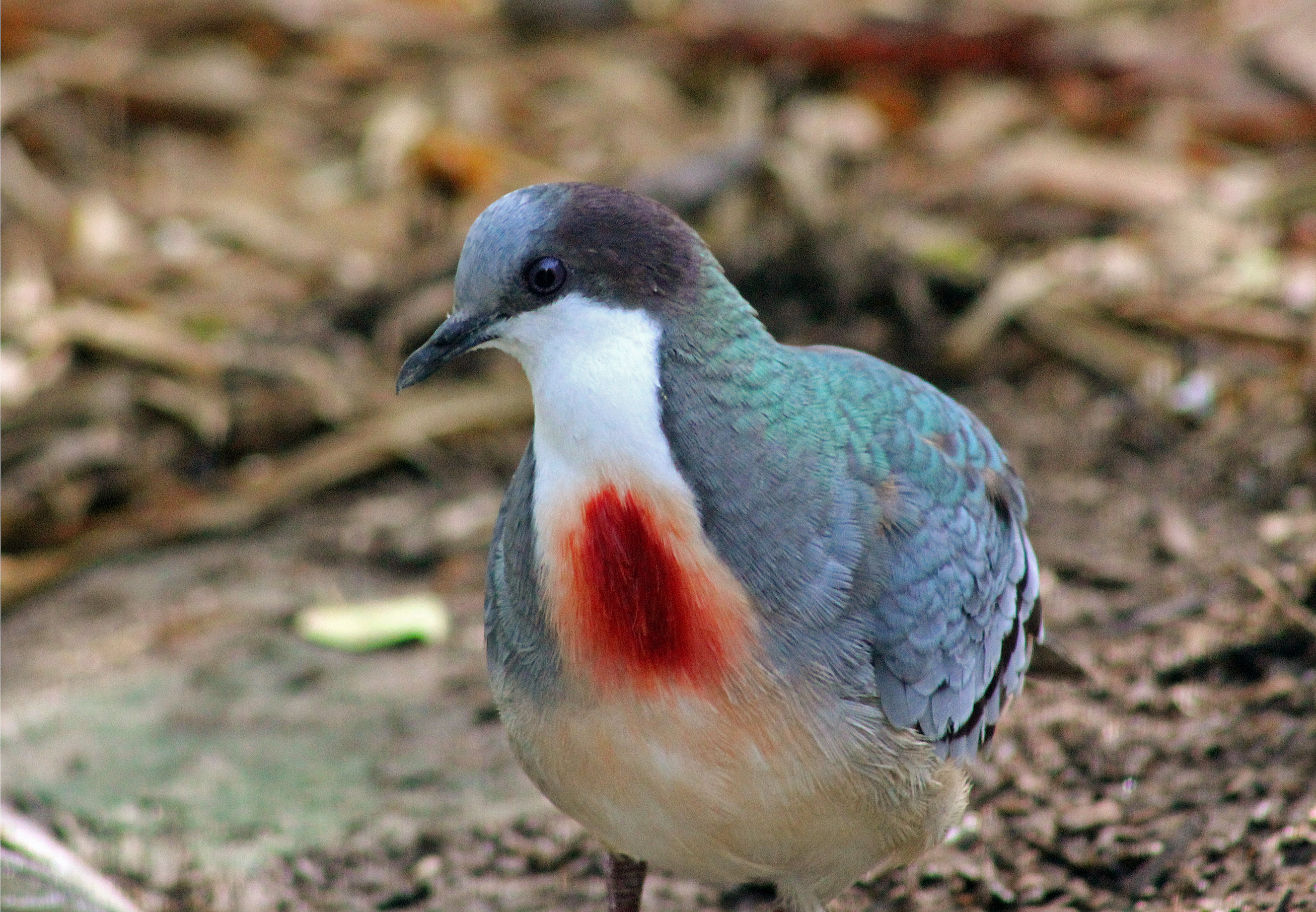
Mindanaomarkduva (Gallicolumba crinigera)

- Leucosarcia – wongaduva (L. melanoleuca)
- Spegelduvor (Phaps) – 3 arter
- Zebraduvor (Geopelia) – 5 arter
- Petrophassa – 2 arter
- Ocyphaps – tofsduva (O. lophotes)
- Geophaps – 3 arter

Raphini

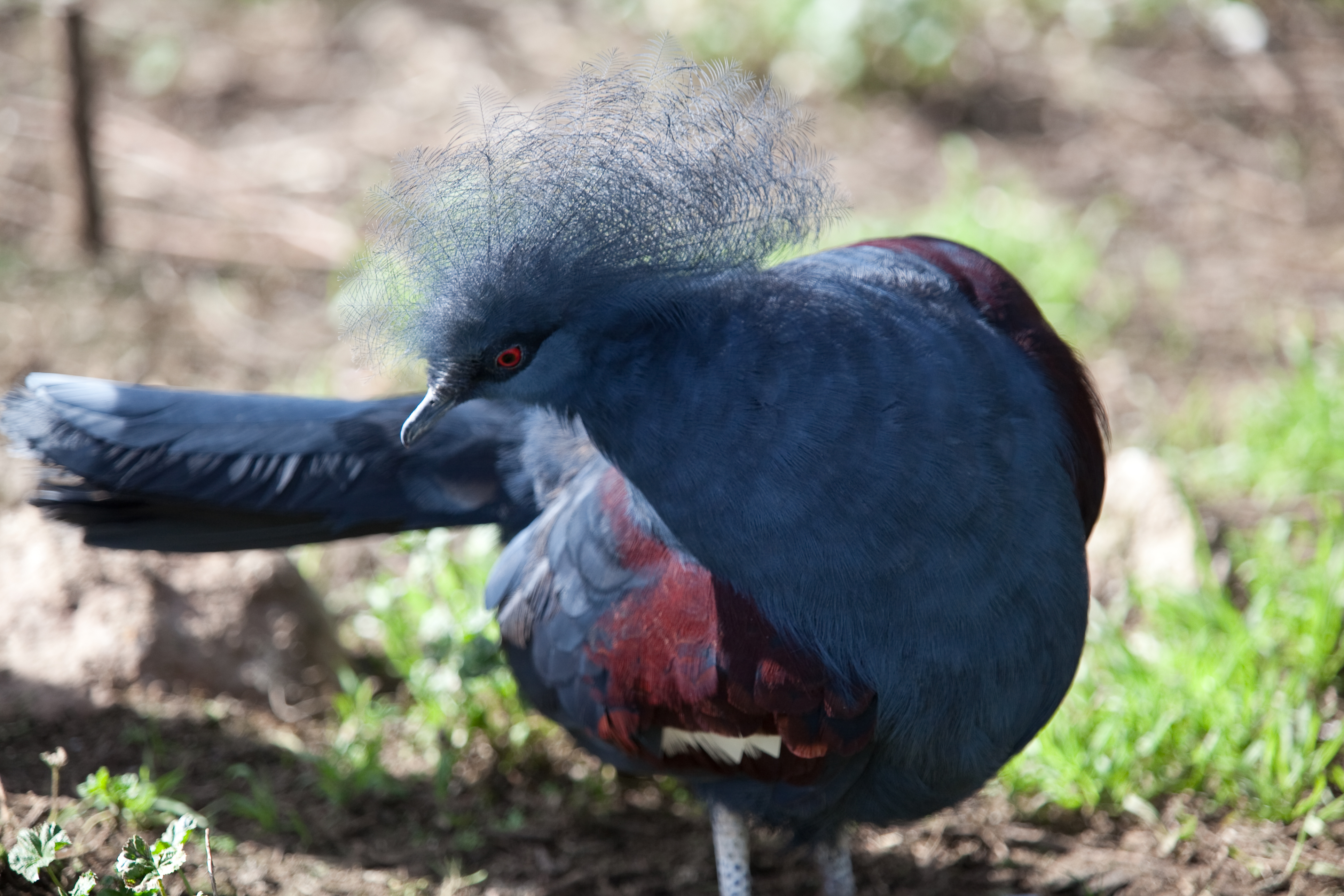
Blå kronduva (Goura cristata)

- Trugon – gladiatorduva (T. terrestris)
- Otidiphaps – fasanduva (O. nobilis)
- Kronduvor (Goura) – 4 arter
- Didunculus – tandduva (D. strigirostris)
- Caloenas – nikobarduva

Ptilinopini

- Hemiphaga – 2 arter

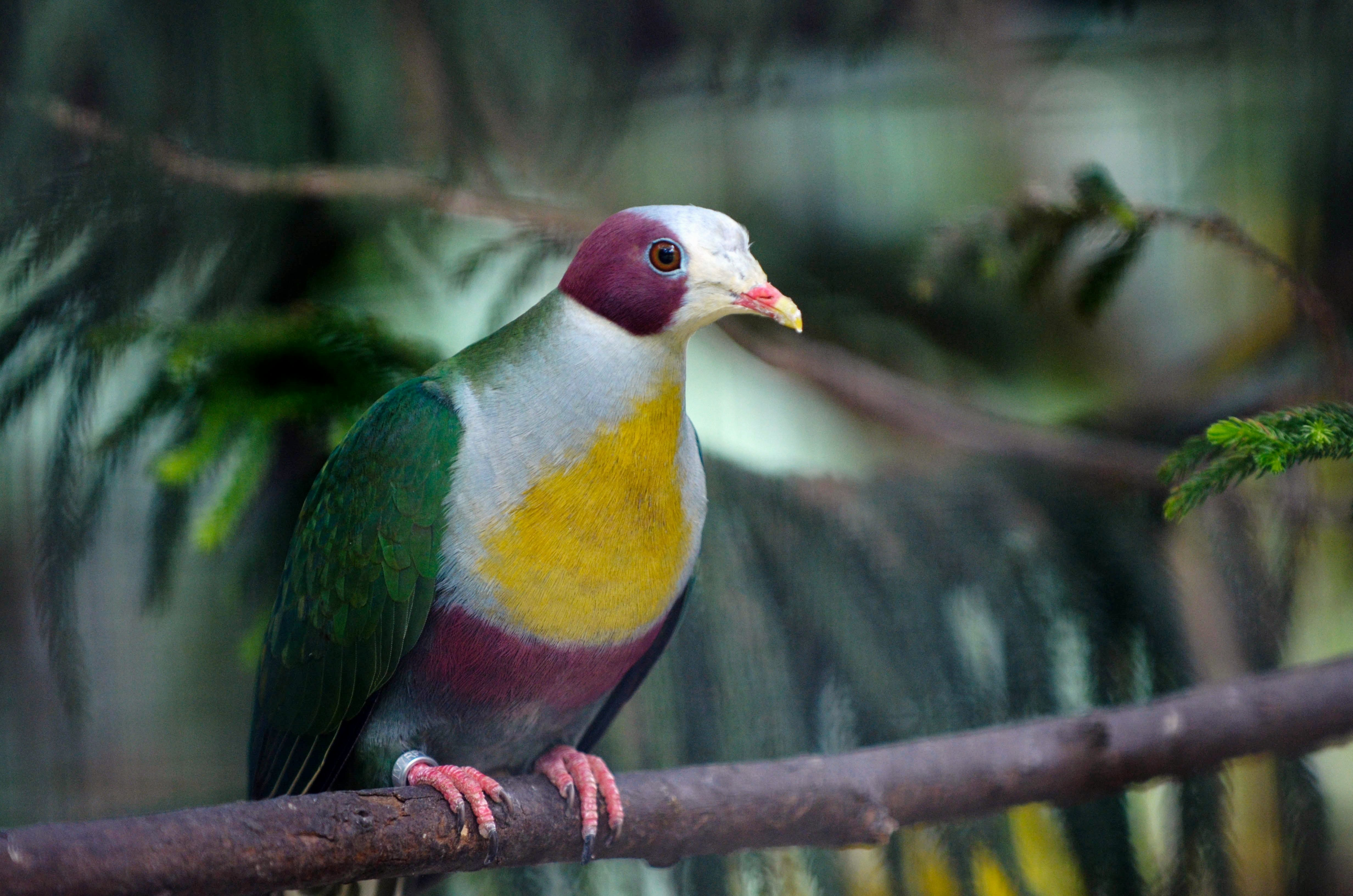
Ockrabröstad fruktduva (Ramphiculus occipitalis)

- Lopholaimus – perukduva (L. antarcticus)
- Cryptophaps – sulawesiduva (C. poecilorrhoa)
- Bergduvor (Gymnophaps)
- Kejsarduvor (Ducula) – 42 arter
- Megaloprepia – 2 arter fruktduvor
- Ramphiculus – 9 arter fruktduvor
- Blåduvor (Alectroenas) – 3 arter
- Fruktduvor (Ptilinopus) – 46 arter fruktduvor

## Duvor och människan

### Historik och symbolik

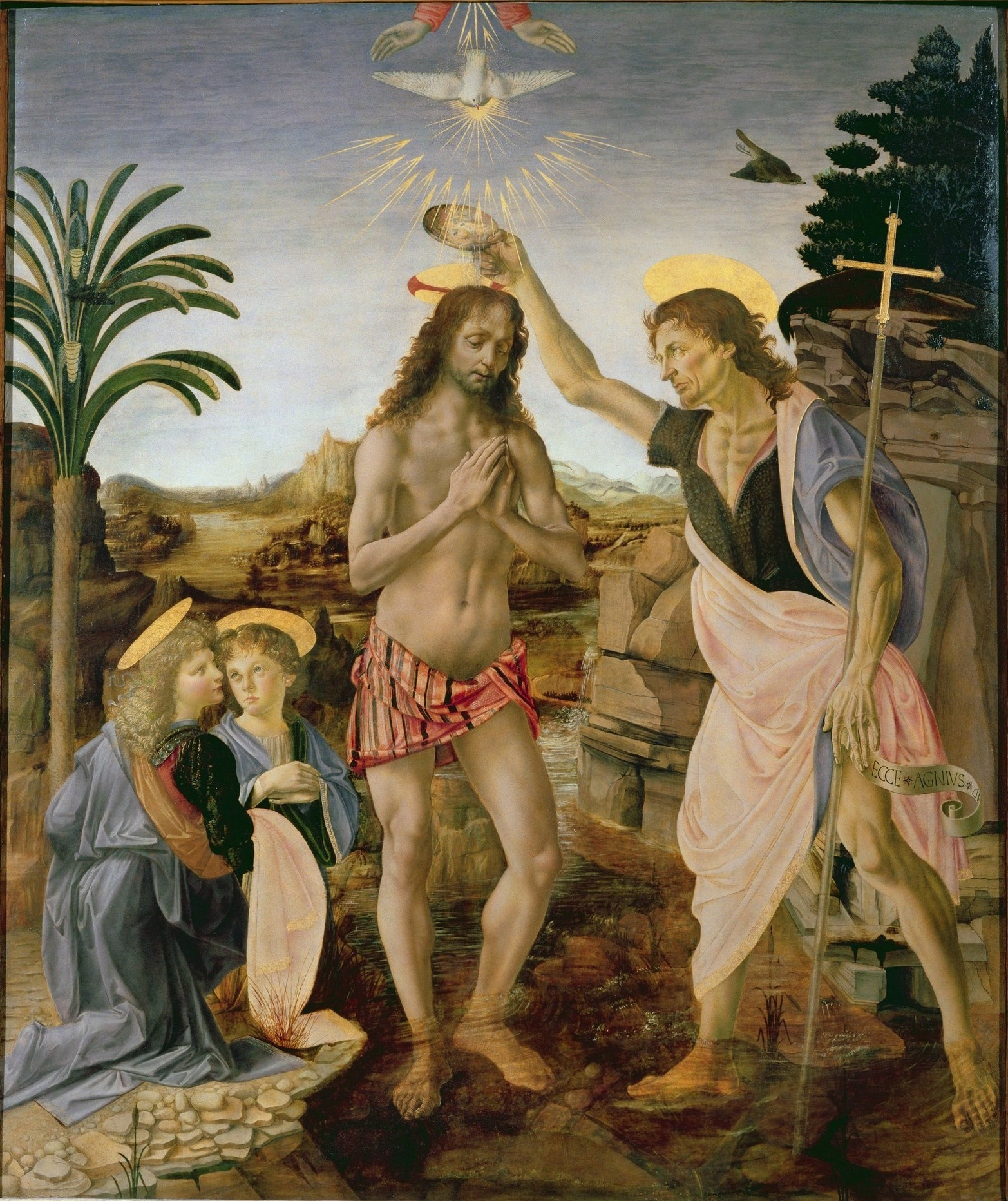
Målning från mitten av 1400-talet av Andrea del Verrocchio som föreställer Jesu dop där man kan se den vita duvan som symboliserar den helige Ande.

Vissa forskare menar att duvan var ett av de absolut första djur som människan domesticerade. Människan och duvan har haft en nära relation i tusentals år och detta har fört med sig att duvan har fått ett stort symboliskt värde. Å ena sidan får den representera upphöjda, positiva ting som freden eller guds ande, å andra sidan befäster vi den med negativa attribut då vi anser den vara smutsig och smittospridande.

### Brevduva
Läs huvudartikeln om brevduva
Brevduvor har avlats fram för att ha en mycket god orienteringsförmåga och en benägenhet att flyga tillbaka till sitt rede även när de har transporterats långt. Dessa tama duvor används idag inom brevduvesport men tidigare, innan radiokommunikation och dylikt, för att skicka meddelanden.

### Duvor som mat
Duvor betraktas i flera kulturkretsar som välsmakande mat. Under medeltiden var maträtter med kött av duva ganska vanliga i Europa, men idag förekommer det inte alls i samma utsträckning. Ibland förekommer bröst av duvor på menyn i gourmetrestauranger. I Asien där köket traditionellt är inriktad på kött av fågel ingår duvor fortfarande i kokkonsten.